# Форстер, Роберт
Ро́берт Уо́ллес Фо́рстер-мла́дший (англ. Robert Wallace Forster, Jr.; 13 июля 1941 — 11 октября 2019) — американский актёр, номинант на премию «Оскар» в 1998 году.

## Биография
Роберт Форстер родился в городке Рочестер (штат Нью-Йорк). Там же учился в школе, в подростковом кружке пел и танцевал. В 1959 году, после окончания школы продолжил играть в театральных постановках.
После получения степени Бакалавра психологии в Рочестерском университете Форстер продолжил изучать актёрское мастерство, первой заметной его работой стала «Вестсайдская история». Потом последовали подмостки Нью-Йорка. В 1967 году он устроился рабочим в кинокомпанию «20th Century Fox». В этом же году состоялся его экранный дебют в фильме с участием Элизабет Тейлор и Марлоном Брандо «Блики в золотом глазу».
Потом последовала масса эпизодических ролей в фильмах второго эшелона. В середине 1970-х Роберт Форстер сыграл детектива в сериале «Баньян». Также он появлялся в знаменитых ужастиках «Чёрная дыра» и «Аллигатор». Затем Форстер играл в боевиках, работал с Чаком Норрисом.
Но самой интересной и запоминающейся ролью Роберта Форстера остаётся хладнокровный, но милосердный поручитель из драмы Квентина Тарантино «Джеки Браун», за исполнение которой он был номинирован на «Оскар».
Актёр умер 11 октября 2019 года у себя дома в Лос-Анджелесе, причиной смерти стал рак мозга. В этот же день на платформе Netflix состоялась премьера фильма «Путь: Во все тяжкие» в котором Форстер сыграл свою последнюю роль. Его памяти посвящён первый эпизод пятого сезона сериала «Лучше звоните Солу» под названием «Волшебник», релиз которого состоялся уже после его кончины и в котором он также появился в небольшой роли.
Был членом Общества тройной девятки.

## Избранная фильмография
| Год       |     | Русское название                   | Оригинальное название           | Роль                       |
| --------- | --- | ---------------------------------- | ------------------------------- | -------------------------- |
| 1967      | ф   | Блики в золотом глазу              | Reflections in a Golden Eye     | рядовой Эл Джи Уильямс     |
| 1969      | ф   | Холодным взором                    | Medium Cool                     | Джон Касселлис             |
| 1969      | ф   | Жюстин                             | Justine                         | Наруз                      |
| 1970      | ф   | Осколки грёз                       | Pieces of Dreams                | Грегори Линд               |
| 1973      | ф   | Дон мёртв                          | The Don Is Dead                 | Фрэнк Регалбуто            |
| 1977      | ф   | Каскадёры                          | Stunts                          | Глен Уилсон                |
| 1979      | ф   | Чёрная дыра                        | The Black Hole                  | капитан Дэн Холланд        |
| 1980      | ф   | Аллигатор                          | Alligator                       | Дэвид Мэдисон              |
| 1981      | тф  | Ожидание «Голиафа»                 | Goliath Awaits                  | коммодор Джефф Селкерк     |
| 1982      | ф   | Каратели                           | Vigilante                       | Эдди Марино                |
| 1986      | ф   | Отряд «Дельта»                     | The Delta Force                 | Абдул                      |
| 1989      | ф   | Банкир                             | The Banker                      | Дэн                        |
| 1991      | ф   | Дипломатическая неприкосновенность | Diplomatic Immunity             | Стоунбридж                 |
| 1991      | ф   | 29-я улица                         | 29th Street                     | сержант Тарталья           |
| 1991      | ф   | Между мирами                       | In Between                      | Винни                      |
| 1995      | в   | Сканнер-полицейский 2              | Scanner Cop 2                   | капитан Джек Биттерс       |
| 1997      | в   | Дядя Сэм                           | Uncle Sam                       | конгрессмен Элвин Каммингс |
| 1997      | ф   | Джеки Браун                        | Jackie Brown                    | Макс Черри                 |
| 1998      | ф   | Психо                              | Psycho                          | доктор Саймон              |
| 2000      | ф   | Сверхновая                         | Supernova                       | Эй Джей Марли              |
| 2000      | ф   | Я, снова я и Ирэн                  | Me, Myself & Irene              | полковник Партингтон       |
| 2001      | ф   | Малхолланд Драйв                   | Mulholland Drive                | детектив Гарри Макнайт     |
| 2002      | ф   | Как Майк                           | Like Mike                       | тренер Вагнер              |
| 2006      | ф   | Счастливое число Слевина           | Lucky Number Slevin             | Мерфи                      |
| 2007      | ф   | Война динозавров                   | D-War, Dragon Wars              | Джек                       |
| 2009      | ф   | Кодекс вора                        | Thick as Thieves                | лейтенант Уэбер            |
| 2009      | ф   | Призраки бывших подружек           | Ghosts of Girlfriends Past      | сержант Волком             |
| 2011      | ф   | Потомки                            | The Descendants                 | Скотт Торсон               |
| 2012      | с   | Алькатрас                          | Alcatraz                        | Рэй Арчер                  |
| 2012—2018 | с   | Последний настоящий мужчина        | Last Man Standing               | Бад Бакстер                |
| 2013      | ф   | Падение Олимпа                     | Olympus Has Fallen              | генерал Эдвард Клегг       |
| 2013      | с   | Во все тяжкие                      | Breaking Bad                    | Эд                         |
| 2015      | ф   | Уцелевшая                          | Survivor                        | Билл Толбот                |
| 2016      | ф   | Падение Лондона                    | London Has Fallen               | генерал Эдвард Клегг       |
| 2017      | с   | Твин Пикс                          | Twin Peaks: The Return          | шериф Фрэнк Трумен         |
| 2018      | ф   | Что у них было                     | What They Had                   | Норберт Эверхард           |
| 2018      | ф   | Девица                             | Damsel                          | старый проповедник         |
| 2019      | док | Однажды... Тарантино               | QT8: The First Eight            | в роли самого себя         |
| 2019      | ф   | Путь: Во все тяжкие. Фильм         | El Camino: A Breaking Bad Movie | Эд                         |
| 2020      | с   | Лучше звоните Солу                 | Better Call Saul                | Эд                         |
| 2020      | с   | Удивительные истории               | Amazing Stories                 | Джо Харрис                 |
| 2020      | ф   | Оборотень                          | The Wolf of Snow Hollow         | Шериф Хэдли                |

## Награды и номинации
| Премия                           | Год  | Фильм           | Категория                          | Результат |
| -------------------------------- | ---- | --------------- | ---------------------------------- | --------- |
| «Оскар»                          | 1998 | «Джеки Браун»   | Лучшая мужская роль второго плана  | Номинация |
| «Сатурн»                         | 1998 | «Джеки Браун»   | Лучшая мужская роль второго плана  | Номинация |
| «Сатурн»                         | 2009 | «Герои»         | Лучшая гостевая роль в телесериале | Номинация |
| «Сатурн»                         | 2014 | «Во все тяжкие» | Лучшая гостевая роль в телесериале | Победа    |
| «Премия Гильдии киноактёров США» | 2012 | «Потомки»       | Лучший актёрский состав            | Номинация |